# 岡村副仙女魚
岡村副仙女魚，為輻鰭魚綱仙女魚目合齒魚亞目副仙女魚科的其中一種，分布於西南太平洋紐西蘭北部海域，深度可達478公尺，體長可達8.5公分，為深海底棲性魚類，棲息在底層水域，生活習性不明。

## 擴展閱讀
維基物種上的相關：岡村副仙女魚